# Нойз рок
Нойз рок е поджанр в рок музиката.
Появява се в края на 1980-те и началото на 1990-те години. Типични инструменти са: електрическа китара, бас китара и барабани. Характеризира се главно с бурни китарни рифове и солидни барабани. За него са валидни принципите на рока като цяло, но същевременно използва атоналности и дисонанси. Типична е абнормалността в изобретяването на песни. Звукът се реализира едновременно от стилистична промяна в свиренето на пънк рока и използване на дисторшън и фийдбек.

## Групи
- Айнщюрценде Нойбаутен
- Соник Ют
- Lightning Bolt
- Melt-Banana
- Fugazi
- Shellac
- The Ex
- Butthole Surfers
- Half Japanese
- Big Black
- Black Dice
- Liars
- HEALTH